# Liste der Fliessgewässer im Flusssystem Eulach
Die Liste der Fliessgewässer im Flusssystem Eulach umfasst alle direkten und indirekten Zuflüsse der Eulach, soweit sie namentlich im GIS-Browser Kanton Zürich aufgeführt werden. Andere Quellwerke werden separat in den Einzelnachweisen dokumentiert. Wenn sich nach dem Zusammenfluss zweier Gewässerabschnitte der Gewässername ändert, werden die beiden Zuflüsse als Quellzuflüsse separat angeführt, ansonsten erscheint der Teilbereichsname in Klammern. Namenlose Zuläufe und Abzweigungen werden nicht berücksichtigt. Die Längenangaben werden auf eine Nachkommastelle gerundet. Die Fliessgewässer werden jeweils flussabwärts aufgeführt. Die orografische Richtungsangabe bezieht sich auf das direkt übergeordnete Gewässer. Teilflusssysteme mit mehr als 20 Fliessgewässern sind in eine eigene Liste ausgelagert (→ Flusssystem).

## Eulach
Die Eulach ist ein 21 km langer rechter Zufluss der Töss im Schweizer Kanton Zürich.

## Zuflüsse
Die direkten und indirekten Zuflüsse jeweils bachabwärts. Namen und Länge der Fliessgewässer in Kilometer (km) (gerundet auf eine Nachkommastelle) nach dem Geoinformationssystem des Kantons Zürich, die Grösse des Einzugsgebiets in Quadratkilometer (km²) (gerundet auf zwei Nachkommastellen) und der Mittlere Abfluss (MQ) in Liter pro Sekunde (l/s) nach dem Geoserver der Schweizer Bundesverwaltung.
- Farenbach (linker Quellbach, Hauptstrang), 4,5 km[4], 5,13 km², 170 l/s
  - Hofstetterbach (linker Quellbach, Hauptstrang[5]), 2,4 km[6]
    - Oberfeldbach (links), 0,2 km
    - Nässwisbach (links), 0,2 km
    - Zuberacherbach (links), 0,1 km

  - Heurütibach (rechter Quellbach, Nebenstrang[7]), 1,4 km
  - Rietbach (links), 1,3 km, 1,25 km²
    - Langwisbach (rechts), 0,1 km

  - Herütibach (links), 0,3 km
  - Tiergartenlochbach (links), 0,7 km
  - Erlihaubach (links), 0,7 km
- Tüllbach (Horbenbach[8]) (rechter Quellbach, Nebenstrang), 2,7 km, 3,58 km², 110 l/s
  - Breitenloobach (rechts), 0,8 km
  - Rumisbergbach (links), 1,3 km, 0,83 km²
  - Schlossbach (links), 0,7 km
- Birmisbach (rechts), 2,5 km, 2,91 km²
- Kehrbach (links), 1,5 km
  - Risilochbach (rechts), 0,3 km
  - Abseggbach (rechts), 0,4 km
- Nidistelbach (links), 1,2 km
  - Hinderrütibach (links), 0,3 km
- Schneitbach (rechts), 3,7 km, 4,44 km²
  - Kappelerbach (rechter Quellbach, Hauptstrang), 1,4 km[6]
  - Bewangenbach (linker Quellbach, Nebenstrang), 0,8 km
  - Rietgraben (links), 0,7 km
  - Schneitbergbach (links), 0,7 km
  - Rossweidbach (links), 0,4 km
- Aeschlihaldenbach (links), 1,1 km
- Ramisbach (rechts), 1,5 km
  - Zünikerhaldenbach (rechts), 0,6 km
- Angenbach (Fluckentobelbach[8]) (links)
- Fulauer Tobelbach (rechts), 1,9 km, 2,07 km²
  - Zünikerbach (Giessenbach[9]) (links), 1,3 km
  - Laubholzbach (rechts), 0,6 km
- Hinterweidbach (rechts), 0,2 km
- Dickbuecherbach (links), 1,8 km
  - Chüewisenbach (links), 0,1 km
  - Tobelbach (rechts), 0,2 km
- Waltensteiner Eulach (links), 4,1 km, 4,34 km², 130 l/s
  - Brugghaldenbach (rechts), 0,4 km
    - Lucketenbach (links), 0,2 km
    - Bömertbach, 0,3 km

  - Wenzikerbach (rechts), 1,2 km
  - Gatterackerbach (links), 0,3 km
  - Sonnentalbach (rechts), 1,5 km
  - Strängenholzbach (links), 0,7 km
    - Brünnlerbach (links), 0,1 km
- Schnidertobelbach (rechts), 0,7 km
- Felsenhofbach (links), 0,6 km
- Schürliwisbach (links), 0,9 km
- Püntackerbach (links), 0,9 km
- Hölltobelbach (links), 1,4 km
  - Hinter Etzbergbach (links), 0,1 km
- Jätbach (rechts), 1,8 km, 1,24 km²
  - Ougstelbach (links), 0,1 km
  - Bergäckerbach (rechts), 0,7 km
- Tubentalbach (links), 0,7 km
- Standbrunnenbach (rechts), 0,5 km
- Kartenbüelgraben (rechts), 1,0 km
- Riedbach (Wisenbach[8]) (rechts), 7,8 km → Flusssystem
- Mattenbach (links), 8,9 km, 12,6 km², 259 l/s → Flusssystem
- Brüelwisenbach (links), 0,3 km
- Brüelwaldbach (links), 0,3 km
- Brüelbergbach (links), 0,3 km
- Unterer Brüelbergbach (links), 0,4 km
- Rosentalbach (rechts), 3,6 km
  - Römerholzbach (rechts), 0,4 km
  - Weiherholzbach (rechts), 0,5 km
  - Ischlussbach (links), 0,6 km
  - Hochwasserentlastung des Veltheimer Dorfbachs (rechts), 1,2 km
    - Chramerbach (rechts), 0,4 km